# Ernest Norton
Ernest William Norton (Newtown, Montgomeryshire, Wales, Egyesült Királyság, 1893. május 14. – Weston-super-Mare, Somerset,  Egyesült Királyság, 1966. május 23.) walesi származású brit katona, ászpilóta.

## Élete

### Ifjúkora
1893-ban született Newtown városában, Montgomeryshire megyében, Walesben. 

### Katonai szolgálata
1915. július 29-én szerezte meg pilótaigazolványát az upavoni Központi Repülési Központban. 1916-ban csatlakozott a Brit Királyi Tengerészeti Repülők kötelékéhez. Itt a 1. Wing  (Röviden: 1W) repülőszázadhoz osztották be, amely század fő feladata az Angol-csatorna őrzése és biztosítása volt. 1916. október 20-án aratta első légi győzelmét egy német légvédelmi ballon lelövésével, és mindezt erős légvédelmi tűz közepette. Ezen tettéért rövidesen megkapta a Kiváló Szolgálati Keresztet (Distinguished Service Cross). Kitüntetését követően áthelyezték a 6. tengerészeti századhoz (6th Naval Squadron). Itt szerezte meg második légi győzelmét február 8-án egy Aviatik típusú gép lelövésével. 1917 áprilisa különösen eredményes volt Norton számára, ugyanis kevesebb mint egy hónap alatt 7 igazolt légi győzelmet aratott. Győzelmeit kivétel nélkül Albatros D.II-es és D.III-as típusú német vadászgépek lelövésével szerezte meg. 

### Légi győzelmei
| Sorszám | Dátum             | Repülőgép   | Ellenfél       | Egység |
| ------- | ----------------- | ----------- | -------------- | ------ |
| 1       | 1916. október 20. | Nieuport 11 | Légi ballon    | 1W     |
| 2       | 1917. február 8.  | Nieuport 11 | Aviatik C      | 6N     |
| 3       | 1917. április 5.  | Nieuport 11 | Albatros D.II  | 6N     |
| 4       | 1917. április 5.  | Nieuport 11 | Albatros D.II  | 6N     |
| 5       | 1917. április 9.  | Nieuport 11 | Albatros D.III | 6N     |
| 6       | 1917. április 9.  | Nieuport 11 | Albatros D.III | 6N     |
| 7       | 1917. április 29. | Nieuport 11 | Albatros D.III | 6N     |
| 8       | 1917. április 29. | Nieuport 11 | Albatros D.III | 6N     |
| 9       | 1917. április 29. | Nieuport 11 | Albatros D.III | 6N     |

### Kitüntetései
- Kiváló Szolgálati Kereszt (Distinguished Service Cross)
- Belga Koronarend (Order of the Crown)
- Belga Hadikereszt (Croix de guerre)
- Francia Hadikereszt (Croix de guerre)